# Claudio Treviso
Claudio Treviso (11 settembre 1988) è un taekwondoka italiano.

## Palmarès
Europei
- Bronzo nella categoria -74 kg a Montreux 2016

 Giochi del Mediterraneo 
- Argento nella categoria -68 kg a Mersin 2013

Giochi mondiali militari
- Bronzo nella categoria -68 kg a Mungyeong 2015

 Mondiali militari 
- Argento nella categoria -68 kg a Ho Chi Min (Vietnam) 2012

 Campionati italiani 
- Oro nella categoria -68 kg a Genova 2009
- Oro nella categoria -68 kg a Firenze 2010
- Oro nella categoria -68 kg a Catania 2011
- Oro nella categoria -68 kg a Bari 2013
- Argento nella categoria -68 kg a Roma 2012
- Argento nella categoria -68 kg a Pozzuoli 2014
- Argento nella categoria -74 kg a Riccione 2015
- Bronzo nella categoria -58 kg a Napoli 2008